# Archer John Porter Martin
Archer John Porter Martin (Londres, Anglaterra 1910 - íd. 2002) fou un químic anglès guardonat amb el Premi Nobel de Química l'any 1952.

## Biografia
Va néixer l'1 de març de 1910 a la ciutat de Londres. Va estudiar química a la Universitat de Cambridge, es dedicà des de 1946 a la recerca en empreses privades i el 1948 fou nomenat director de la secció de química Física de l'Institut Nacional d'Investigacions Mèdiques de Londres.
Morí el 28 de juliol de 2002 a la ciutat de Londres.

## Recerca científica
Especialitzat en bioquímica, i especialment en la vitamina E i vitamina B2. Posteriorment es decantà per la cromatografia, creant les tècniques que van permetre l'evolució d'aquesta tècnica de laboratori. Martin va desenvolupar la cromatografia de la partició, mentre treballava en la separació d'aminoàcids, així com la cromatografia gasosa líquida.
El 1952 va rebre el Premi Nobel de Química, compartit amb Richard Laurence Millington Synge, per la invenció de la cromatografia de la partició.